# قاسم سلام
 قاسم سلام ولد في قرية حظة، في عزلة شرجب، في مديرية الشمايتين في محافظة تعزّ عام 1942م. وزير السياحة السابق في حكومة باسندوة في الفترة 7 ديسمبر 2011م حتى نوفمبر 2014م.

## نبذه
الدكتور قاسم سلام باحث، متخصص في العلوم السياسية، قيادي حزبي. درس في كُتَّاب قريته، ثم درس في مدينة التربة حاضرة بلاد الحجرية ثم انتقل إلى مدينة عدن؛ وفي إحدى مدارسها الأهلية درس المرحلتين الابتدائية والمتوسطة، ثم سافر إلى مدينة القاهرة، ودخل امتحان معادلة في مدرسة (علي مبارك)، ثم سافر إلى الكويت حيث أنهى المرحلة الثانوية هناك، ثم عاد إلى القاهرة والتحق بكلية الإدارة والاقتصاد بجامعة القاهرة، غير أنه توقف عن الدراسة بعد أن حصل على منحة دراسية إلى إيطاليا فسافر إلى هناك، وواصل دراساته حتى حصل على الدكتوراه في العلوم السياسية.
- ثم عاد إلى اليمن، وانتخب عضوًا في القيادة القومية لحزب البعث العربي الاشتراكي عام 1390هـ/1970م، وذلك في مؤتمر الحزب العاشر، وتكرر انتخابه في نفس المنصب في المؤتمر الحادي عشر سنة 1397هـ/1977م. ثم في المؤتمر الثاني عشر سنة 1412هـ/1992م، كما انتخب أمينًا عامًّا لقيادة قطر اليمن لنفس الحزب سنة 1404هـ/1984م في مؤتمره الأول، وفي سنة 1414هـ/1994م، وفي سنة 1423هـ/2003م.
أسهم بشكل كبير في لملمة عناصر الحزب و منظماته في قطر اليمن بعد أن تبعثرت نتيجة الردة الشباطية عام1966م.
عبر سنوات نضاله, على الصعيدين الوطني و القومي, كان له و لحزب البعث إسهامات بارزة في نضال الشعب اليمني لتحقيق الوحدة و الاستقرار و التقدم, و إرساء قاعدة الحوار الوطني الهادئ و الهادف.
لعب دورا أساسياً في حوارات (لجنة الحوار الوطني) عام 1993م.
أسس مع نخبة من المثقفين و أستاذة الجامعات , المنتدى العربي الإسلامي في صنعاء حيث كان يتم طرح و مناقشة مختلف القضايا الوطنية و   القومية و الإسلامية.

## اماكن العمل
- عضواً في المجلس الاستشاري 1997.
- عضوا في مجلس الشورى 2002م.
- نائبا لرئيس التحالف الوطني الديمقراطي 2007م حتى مارس 2012م.
- رئيسا للتحالف الوطني الديمقراطي بعد الانتخابات الرئاسية عام 2012م.
- وزيرا للسياحة في حكومة الوفاق الوطني ديسمبر 2011م.
- عضو مؤتمر الحوار الوطني الشامل

## مؤلفاته
1- البعث والوطن العربي. رسالة الدكتوراه.
2- اليمن والتحدي. تحت الطبع.